# Nándor Bosák
Nándor Bosák (ur. 28 grudnia 1939 w Taksonyíalva) – węgierski duchowny rzymskokatolicki, w latach 1993-2015 biskup Debreczyna-Nyíregyházy.

## Życiorys
Święcenia kapłańskie przyjął 13 czerwca 1963. 31 maja 1993 został mianowany biskupem Debreczyna-Nyíregyházy. Sakrę biskupią otrzymał 15 czerwca 1993. 21 września 2015 przeszedł na emeryturę.